# 丹羽紫保里
丹羽紫保里（日语：丹羽 紫保里，1971年8月22日—），日本女性配音員。81 Produce所屬。出身於愛知縣。身高153cm。B型血。

## 演出作品

### 電視動畫
1995年
- 小紅豆（電視上的大姊姊）
- 去吧！稻中桌球社（須田、優子、幽靈、長瀨川、一條玉子、木之下紀子、瑪麗蓮 等）

1996年
- 酷妹當家（圓、綠 等）

1997年
- 尼克斯特戰記EHRGEIZ（日语：ネクスト戦記EHRGEIZ）（廣播）
- 夢之蠟筆王國（咪咪、八方公主）

1998年
- （的友人）
- 青澀之戀（女學生A）
- 春庭家的第3人（日语：春庭家の3人目）（檔案盒子 等）

1999年
- 小魔女DoReMi（巴嚕、久美子〈初代〉 等）
- 快感指令（日语：快感・フレーズ）（女）
- 神風怪盗貞德（宮坂浩美）
- 麵包超人（てんむすちゃん）

2002年
- 攻殼機動隊 STAND ALONE COMPLEX（宮原）
- 第一神拳（小孩）

### OVA
1996年
- 元祖爆走獵人（シオリーナ）
- Tattoon★Master（日语：タトゥーン★マスター）

1997年
- 鬼神童子ZENKI外傳 黯鬼奇譚（伊吹光）

1998年
- 銀河英雄傳說外傳 污名（觀光客）
- 支配者的黄昏 TWILIGHT OF THE DARK MASTER（日语：支配者の黄昏）
- 鐵拳 -TEKKEN-（接線員3）

### 遊戲
1997年
- The 保齡球之星（日语：ザ・スターボウリング）Vol.1（ユーメディア）
- Stand By Say You！（日语：スタンバイSay You!）

1998年
- The 保齡球之星DX（ユーメディア）[注 1]

### 外語配音

#### 動畫
- 安潔拉·安娜康妲（英语：Angela Anaconda）（January Cole〈Annick Obonsawin 配音〉）

### 其它
- 日本航空－新人社員錄影帶（演員出演）
- 通用汽車－SATURN社員錄影帶（演員出演）

## 腳註

## 外部連結
- 81 Produce公式官網的聲優簡介 （页面存档备份，存于） （日語）